# Nájel Merzúk-zavargások
2023. június 27-én tüntetések és zavargások kezdődtek országszerte Franciaországban, miután a rendőrség egy közúti ellenőrzés közben lelőtte a 17 éves marokkói származású francia Nájel Merzúkot Nanterre-ben. Nanterre lakosai a rendőrség előtt kezdtek tüntetni, ami később zavargásba torkollott. A tüntetők felgyújtottak autókat, buszmegállókat és tűzijátékokkal lőttek rendőrökre. Viry-Châtillonban fiatalok egy csoportja felgyújtott egy buszt.
Mantes-la-Jolie városában felgyújtották a városházát június 27. estéjén, ami másnap hajnalig égett. A rendőrség és a tüntetők többször is megütköztek az éjszaka során országszerte, Toulouse-ban és Lille-ben is. Ezek mellett a zavargások folytatódtak Asnières, Colombes, Suresnes, Aubervilliers, Clichy-sous-Bois és Mantes-la-Jolie városaiban is.
Június 29-re több, mint 150 tüntető letartóztattak, 40 autót felgyújtottak és több, mint 20 rendőr megsérült a zavargások során. Gérald Darmanin, Franciaország belügyminisztere több ezer rohamrendőrt mozgósított Párizsban és környékén. Darmanin még aznap bejelentette, hogy országszerte 40 ezer rendőrt fog mozgósítani a kormány. Július első hetére a felgyújtott járművek száma már ötezer fölé emelkedett, míg több, mint ezer épületben kárt tettek a tüntetők.